# Pseudacteon charnayensis
Pseudacteon charnayensis is een vliegensoort uit de familie van de bochelvliegen (Phoridae). De wetenschappelijke naam van de soort is voor het eerst geldig gepubliceerd in 2009 door Disney & Withers.